# 新岩手農業協同組合
新岩手農業協同組合（しんいわてのうぎょうきょうどうくみあい、略称JA新いわて、新岩手農協）は、岩手県滝沢市に本所を置く農業協同組合。

## 概要
盛岡市玉山地域を含め、岩手県北部のほぼ全域を業務エリアとする農業協同組合である。
本所所在地の滝沢市と盛岡市に隣接する雫石町の2自治体から指定金融機関を受託しており、両自治体の役所・役場には、信用事業の有人出張所を設置している。
旧玉山村が、当組合を指定金融機関としていたため、同村編入合併後の盛岡市における指定代理金融機関に追加されている。

## 沿革
- 1997年3月 - 新岩手農業協同組合が発足。
- 2008年5月1日 - いわてくじ・岩手宮古・北いわて・いわて奥中山の4農協を吸収合併。

## 店舗
信用事業を行っている店舗を掲載。ATMのみの拠点や営農事業など、信用事業のない拠点はここでは割愛。
本所 - 滝沢市鵜飼向新田7-76

### 南部エリア
滝沢市
- 滝沢支所 - 滝沢市鵜飼向新田7-76(本所と同一地)
  - 滝沢市役所出張所 - 滝沢市中鵜飼55
- 滝沢山麓支所 - 滝沢市砂込445-2

岩手郡
- 雫石支所 - 雫石町字高前田152
  - 雫石町役場出張所 - 雫石町字千刈田5-1

### 東部エリア
岩手郡
- 岩手支所 - 岩手町五日市12-60-2
- 葛巻支所 - 葛巻町葛巻9-35-7

盛岡市
- 玉山支所 - 渋民字鶴飼1-1
- 好摩支所 - 好摩字夏間木3-9

### 八幡平エリア
八幡平市
- 八幡平支所 - 大更35-62
- 安代支所 - 叺田70-2

### 久慈エリア
久慈市
- 久慈支所 - 中央1-57
- 山形支所 - 山形町川井8-30

九戸郡
- 種市支所 - 洋野町種市23-27-87
- 大野支所 - 洋野町大野8-18-1
- 野田支所 - 野田村野田20-10

下閉伊郡
- 普代支所 - 普代村第13-94-1

### 北部・奥中山エリア
二戸市
- 二戸支所 - 石切所荷渡22-7

九戸郡
- 九戸支所 - 九戸村伊保内7-25-1
- 軽米支所 - 軽米町軽米8-56-5

二戸郡
- 奥中山支所 - 一戸町中山大塚82-2
- 一戸支所 - 一戸町西法寺諏訪野2-5

二戸市
- 浄法寺支所 - 浄法寺町下前田47-5

### 宮古エリア
宮古市
- 宮古支所 - 宮町1-3-5

下閉伊郡
- 山田支所 - 山田町中央町8-25
- 岩泉支所 - 岩泉町岩泉天間17-1

## 主な作物
- 米
- キャベツ
- 牛肉 - いわて短角和牛 などが著名
- 牛乳
- リンドウ など。